# Tupi Barreto
Tupy Barreto (Joinville, 30 de novembro de 1911 – 16 de agosto de 1989) foi um advogado e político brasileiro.
Filho de Júlio Dácia Barreto e de Theonila de Carvalho. Casou com Ceres Barreto, havendo do consórcio Jaison Barreto.
Foi deputado à Assembleia Legislativa de Santa Catarina na 3ª legislatura (1955 — 1959), como suplente convocado, e na 4ª legislatura (1959 — 1963).